# Nephila clavipes
Nephila clavipes este o specie de păianjeni țesători aurii.

## Descriere

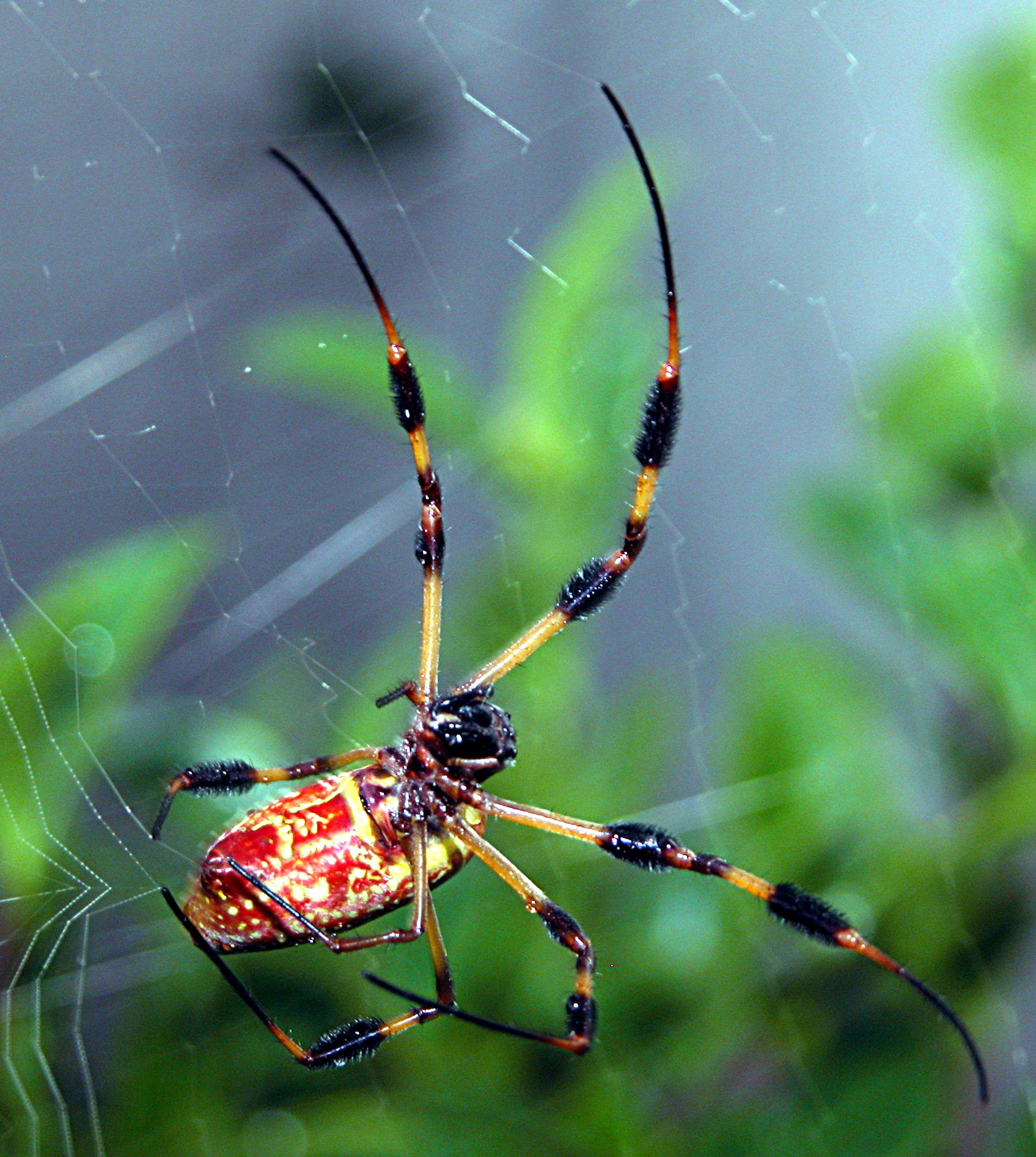
Vedre ventrală

Nephila claviceps este de mari dimensiuni și are o colorație vie. Dimorfismul sexual este puternic evidențiat, femela fiind mult mai mare decât masculul. Ea are o lungime de 25 mm (inclusiv picioarele 40 mm), iar masculul 12 mm. Datorită dimensiunilor, acestă specie este una dintre cele mai mari specii de păianjeni araneomorfi din lume. Prosoma este foarte mică în comparație cu opistosoma, argintie cu 6 pete negre. Ventral prosoma este brună. Opistosoma are formă cilindrică. Dorsal este de culoare galbenă închis, spre regiunile laterale devine portocalie, ventral roșie. Regiunea anterioară a opistosomei este marcată de o dungă de culoare albă. Toată suprafața opistosomei este acoperită cu pete, de regulă circulare, albe. Chelicerele sunt negre. Picioarele sunt galbene-maronii, tarsul și metatarsul - negre. Tibia și femurul sunt acoperite cu perișori denși de culoare neagră.

## Modul de viață

Pânza

Nephila clavipes construiește pânze de 1 - 2 metri în diametru, însă în unele cazuri poate ajunge chiar și până la 3 m. Firele sunt galbene și strălucesc asemenea aurului la lumina soarelui. Ele sunt cele mai rigide pânze printre păianjeni. Pânzele sunt verticale având posibilitatea de a prinde insecte în timpul zborului. Savanții presupun că culoare mătasei atrage insectele în plasă și pe fonul frunzelor îngălbenite devine dificil de a observa pânza. Plasa este țesută de regulă la marginea pădurilor, fiind alipită de copaci și arbuști Pânza are formă rotundă, firile verticale ce pleacă în sus se strâng într-un smoc comun unde păianjenul își așteaptă victima. Plasa este reînnoită regulat, dincauza scăderii proprietățilot adezive. El reface doar inele poțiuni, și nu toată pânza în întregime. 

Uneori pânza poate fi decorată cu frunze, crenguțe și alte obiecte cu rol dublu. Prada nimerind în capcană produce vibrația firelor și a obiectelor. Aceste obiecte ar putea fi și un sistem de avertizare pentru păsări, astfel evitând distrugerea pânzei. Îndată ce victima se încurcă printre fire, păianjenul o învelește într-un cocon de mătase și o aduce în centrul pânzei.
Consum diferite insecte zburătoare: albine, fluturi, molii, lăcuste, viespe.

### Supraîncălzirea
Regiunile tropicale și subtropicale în care habitează acestă specie sunt caracterizate de temperaturi înalte. De acea Nephila clavipes posedă unele adoptări pentru a evita supraîncălzirea. Cuticula de culori deschise, galbene și alb, reflectă lumina soarelui, iar forma cilindrică și lungimea reduce suprafața corpului expusă la soare. Când temperatura atinge 35 °C chelicerele sunt capabile să elimine o substanță cu efect de răcire.

### Prazitismul

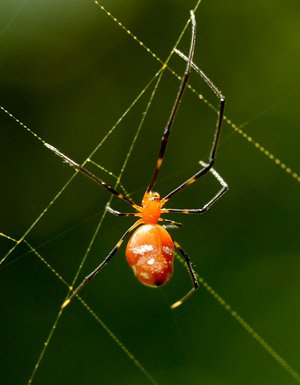
Argyrodes flavescens

În pânză deseori pot fi găsiți păianjeni din genul Argyrodes. Ei sunt mici păianjeni ce se hrănesc neobservate din prada prinsă Nephila clavipes.
Cel mai mare dușman sunt viespele din genul Hymenoepimecis, care depun ouăle în opistosomă. Larvele după eclozare consum păianjenul de viu.

## Reproducere
Împerecherea are loc pe plasa femelei. Aproximativ cu 4 zile înainte de ultima năpârlire, femela încetează să se hrănească și-și repară pânza. În această perioadă, masculul se va muta pe plasa ei și petrece acolo câteva zile. El așteptă ce femela să termine năpârlirea, deoarece ea este receptivă sexual numai pentru 48 de ore după această etapă. După acuplare femela depune ouăle într-un cocon agățat de un copac. 

După năpârlirea finală, femela poate trăi până la o lună, în timp ce masculul  2 - 3 săptămâni. Păianjenii Nephila clavipes din America de Nord trăiesc doar un an.

## Răspândire
Nephila clavipes este singura specie din genul Nephila care locuiește în emisfera vestică. El se întâlnește în zonele calde ale Americii de Sud și America Centrală. 

În general, cei mai mulți indivizi sunt răspândiți în insulele Pacificul de Sud, Asia de Sud-Est și Madagascar. El preferă regiunile cu umiditate ridicată și locurile deschise.

## Utilitate
- Pescarii de pe coastele Oceanelor Indian și Pacific, meșteșugăresc minge din pânză, care este aruncat în apă pentru a prinde pești.
- Uniii aborigeni de pe insulele  din sudul Pacificului mănâncă femele gestante ca un supliment de proteine.
- În trecut s-a încercat de a fabrica haine din mătase, însă aceasta a eșuat din cauze financiare.
- Firul de mătase este biodegradabil, mai trainic decât de oțel (cu o rezistență la tracțiune de 4 × 109 N / m, depășind pe cea a oțelului de 6 ori) și are proprietăți antibacteriene.
- În prezent, datorită proprietăților se încearcă de a utiliza firele în fabricarea vestei antiglonț.

Datorită dimensiunilor sale, oamenii, uneori, cred că Nephila claviceps este periculos pentru oameni. În realitate, este un păianjen timid. Deși este veninos pentru oameni, mușcătura este de obicei relativ inofensiv și duce numai la o ușoară înroșire și durere localizate.